# Kopac
Kopac (románul Căpeți) falu Romániában, Maros megyében. Közigazgatásilag Szovátához tartozik, az 1950-es évek óta számít külön településnek.

## Fekvése
A falu Szovátától 2 km-re északra, Marosszék keleti részén helyezkedik el, a Görgényi-havasok lábánál.